# Keota (Oklahoma)
Keota – miasto w Stanach Zjednoczonych, w stanie Oklahoma, w hrabstwie Haskell.